# Тейльс, Антон Антонович
Антон Антонович (де) Тейльс (1733 — между 1811 и 1818) — библиотекарь, вице-директор Московского университета, поэт, переводчик, действительный статский советник. 

## Биография
Антон Антонович Тейльс, сын Антона Вильгельмовича де Тейльса, доктора медицины, штат-физика Московской медицинской конторы, приехавшего в Россию из Голландии при Петре I.
Записан на военную службу (1744). Произведён из сержантов сухопутного шляхетского кадетского корпуса в поручики (1752), из поручиков в капитаны (1755). Перешёл из военной службы в статскую с чином коллежского асессора (1761). Назначен надзирателем за типографией и библиотекой Московского университета, в том же году передал свои обязанностью И. Г. Рейхелю. Асессор канцелярии Московского университета (с 1766). Управляющий канцелярией университета (с 1769). Вице-директор Московского университета и советник канцелярии (с 1770). Исполняющий обязанности директора Императорского Московского университета (1770—1771) после ухода М. М. Херсакова. Уволен со службы в чине действительного статского советника (25.9.1798); 22 сентября 1788 года был награждён орденом Св. Владимира 4-й ст. (22.09.1788).

## Труды
В 1799 году Тейльс опубликовал (первую литературную работу) перевод «Мнений Паскаля» в журнале «Утренний Свет» (части 6—7). Затем из других его сочинений и переводов известны следующие:
- «Описание совершенного строения мельниц», сочинение г. Штурма, перевод с немецкого, с фигурами (1-е издание Москва 1782, 2-е Москва 1800)
- «Чувствования благотворений. Драмма с балетом, сочинённая в Твери г. Тейльсом и в Высочайшем присутствии в проезд из Москвы 1787 года, июля 9 дня, Их Императорских Высочеств Великих князей Александра Павловича и Константина Павловича представленная питомицами Тверского Дворянского училища», Москва. 1787[4]
- «Известия, служащие к истории Карла XII, короля Шведского», с портретом, перевод с французского (2 части, Москва 1789)

Автор стихов:
- «Надпись Карлу XII» («Иппокрень». 1799, Ч. 2, стр. 286)
- «Его Превосходительству Ф. Ф. А.» (там же, Ч. 2, стр. 303)
- «К чижу прекрасной Лизы» («Новости» 1799, июль, стр. 216)
- «К Юлии» (там же, стр. 219)
- «Стихи к К…» ("Северный Вестник" 1805, Ч. 8, стр. 163
- «Эпистола» («Северный Меркурий» 1811, Ч. 9, стр. 208)
- «К Климене» (там же, 1811, Ч. 10, стр. 42—43)
- «К мудрецам» (там же, Ч. 10, стр. 43—44)
- «Анакреонтическая песнь» (там же, Ч. 10, стр. 63—64)
- «К Крт. Бзс.» (там же, Ч. 10, стр. 64)
- «Песни из Галатеи» (там же, Ч. 10, стр. 76—79)
- «К циннии» (там же, ч. Х, стр. 108—109)
- «Гимн Купидону» (там же, Ч. 10, стр. 110—112)